# Fàbrica de Can Marfà
La fàbrica de Can Marfà és un edifici de Mataró (Maresme) catalogat com a bé cultural d'interès local.

## Història
La nissaga Marfà es va iniciar amb Gaietà Marfà i Guanyabens, un mitger establert a Mataró el 1815. Tenia una petita fàbrica amb 10 telers al carrer del Pou d’Avall, la producció de la qual s'exportava a les colònies americanes, especialment a Mèxic. Casat amb Teresa Baladia, germana d'un filador de cotó mataroní, tingueren dos fills: Gaietà i Llorenç, els quals aviat es quedaren orfes de pare. El 1826, Teresa es va tornar a casar amb el mitger Miquel Surià, amb qui compartí durant uns anys el negoci, que presentà a l'Exposició de Barcelona del 1844 samarres amb teixits de mescla, samarretes apelfades i jaquetes elàstiques de cotó.
Als setze anys, Gaietà Marfà i Baladia marxà a l'Havana a treballar amb seu oncle Jaume, i el 1851 va tornar a Mataró i es va establir al Camí Ral, 82. L'empresa anà creixent i es convertí en una fàbrica de gèneres de punt, la primera matèria de la qual era el fil de cotó, per a la qual cosa, el 1874 posà en marxa una fàbrica nova al carrer de les Figueretes. El 1877, obtingué un privilegi reial per a cinc anys d'un procediment que consistia en «el tinte y apresto para dar a los tejidos de punto de algodón la apariencia de la lana o sea lo que se llama acabado de merino».
Gaietà Marfà va morir el 1881, i l'empresa continuà a nom de Vídua i Fills de Gaietà Marfà, i cap al 1892, Fills de Gaietà Marfà i Cia. El 1896 tancaren la filatura mataronina i n'obriren una de nova a Santa Eugènia de Ter, moguda per l'energia hidràulica de la séquia de Monar (vegeu fàbrica Marfà). El seu despatx a Barcelona era situat a la Gran Via de les Corts Catalanes, 246, fins al 1897, quan es traslladà al carrer de Balmes, 26, davant de la Universitat i de l'edifici de la Companyia de Gas Lebon.
Els germans Emili (†1903) i Gaietà Marfà i Artigues (†1904) van morir amb pocs mesos de diferència, i l'empresa continuà en mans de la tercera generació amb el nom Fills de Marfà, societat en comandita. El 1931, es convertí en la societat anònima Industrial Mataró-Girona, presidida per Gaietà Marfà i Clivillés, dissolta el 1975. El 1984, la fàbrica de Mataró passà a mans dels treballadors en forma de Societat Anònima Laboral.

El juny de 1996 es firmà un conveni entre l'Ajuntament de Mataró, el Patronat municipal de Cultura i l'Associació Promotors de la fundació Jaume Vilaseca per a ubicar-hi el museu del gènere de punt. Les obres de rehabilitació de la nau curta van començar l'any 2010, tot i que l'any anterior ja es van fer obres de consolidació estructural de tot el conjunt. S'hi va portar a terme una actuació arqueològica en el sector sud, trobant-se estructures corresponents a diversos espais subterranis construïts per a maquinària i altres elements.

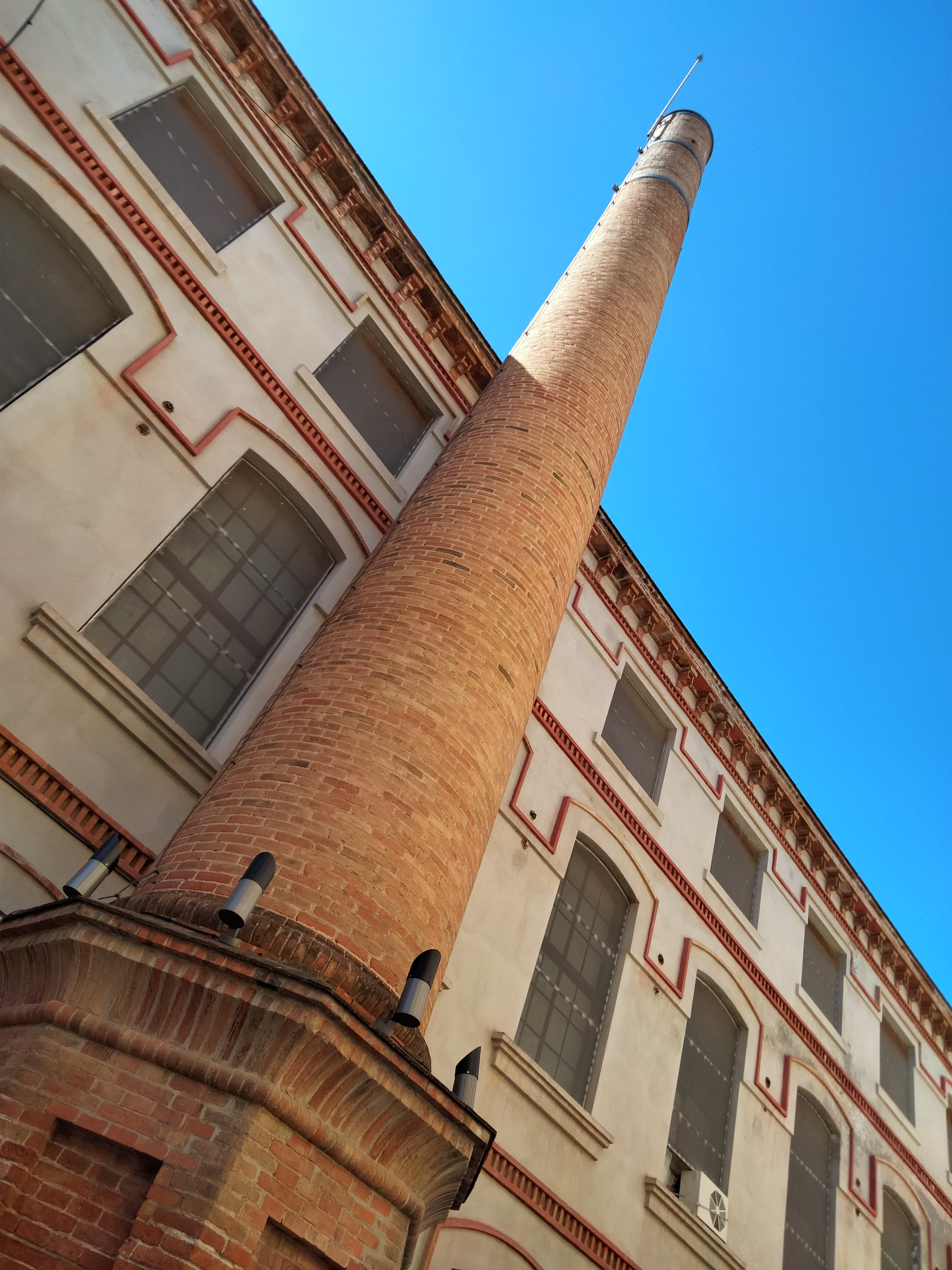
La xemeneia, vora la nau sud

## Descripció
Conjunt industrial format per dues naus de planta baixa i dos piso, connectades entre si per uns ponts coberts i un tercer edifici també de planta baixa i dos pisos al carrer de Jordi Joan. Presenten una estructura de pilars de fosa, amb sostres de voltes de maó de pla atirantades i jàsseres metàl·liques. En els dos edificis principals, la caixa d'escala està ubicada en un volum annexa situat al tester. La coberta, a dues aigües amb el carener paral·lel a la façana longitudinal, descansa sobre encavallades de fusta. La façana, arrebossada, està ornamentada amb cornises d'obra vista situades a nivell de cada pis i entre finestres. Una última cornisa, més treballada, remata l'edifici.
La xemeneia és un element exempt d'obra vista i de forma troncocònica, que s'entrega al terra mitjançant una base octogonal d'uns 3 m d'alçada. Es troba en força bon estat tot i que en la seva part superior fou necessari reforçar-la amb uns cèrcols metàl·lics.